# Taça Latina de 2016
A Taça Latina de 2016 foi a 28ª edição da Taça Latina, uma competição de hóquei em patins organizada pelo CERH, destinada a selecções masculinas sub-23. Esta edição realizou-se entre os dias 24 e 26 de Março em Follonica, Itália, e foi conquistada pela Selecção Portuguesa após bater na segunda jornada a Espanha por uns contundentes 5-1.

## Classificação final
| Pos | País     | P | J | V | E | D | GM | GS | DG |
| --- | -------- | - | - | - | - | - | -- | -- | -- |
| 1   | Portugal | 9 | 3 | 3 | 0 | 0 | 14 | 5  | +9 |
| 2   | Itália   | 4 | 3 | 1 | 1 | 1 | 9  | 7  | +2 |
| 3   | Espanha  | 4 | 3 | 1 | 1 | 1 | 6  | 9  | -3 |
| 4   | França   | 0 | 3 | 0 | 0 | 3 | 4  | 12 | -8 |

## Jogos

### 1ª jornada: 24 de Março de 2016
| 24 de Março de 2016 | Espanha                                                                  | 3-2 | França                                                       |                                                             |
| 18:30               | 1-0 Pau Bargalló 11' 1ªP 2-0 Martí Casas 6' 2ªP 3-2 Pau Bargalló 19' 2ªP |     | 2-1 Carlo Di Benedetto 9' 2ªP 2-2 Carlo Di Benedetto 12' 2ªP | Árbitro: Filippo Fronte (Itália) e Joaquim Pinto (Portugal) |

| 24 de Março de 2016 | Itália                                                                                      | 3-4 | Portugal |                                                        |
| 20:15               | 1-2 Giulio Cocco LD Azul 1' 2ªP 2-2 Alessandro Verona 5' 2ªP 3-4 Francesco Compagno 14' 2ªP |     | 0-1 Hélder Nunes 7' 1ªP 0-2 Álvaro Morais "Alvarinho" 16' 1ªP 2-3 Hélder Nunes PWP+1 8' 2ªP 2-4 Hélder Nunes 12' 2ªP | Árbitro: Raul Burgos (Espanha) e Arnaud Esoli (França) |

### 2ª jornada: 25 de Março de 2016
| 25 de Março de 2016 | Portugal | 5-1 | Espanha                      |                                                          |
| 17h30               | 1-0 Álvaro Morais "Alvarinho" 13' 1ªP 2-0 Hélder Nunes LD Azul 19' 1ªP 3-0 Hélder Nunes 6' 2ªP 4-0 Álvaro Morais "Alvarinho" 6' 2ªP 5-0 Hélder Nunes LD 10ªF 14' 2ªP |     | 5-1 David Torres GP 18' 2ª P | Árbitro: Arnaud Esoli (França) e Filippo Fronte (Itália) |

| 25 de Março de 2016 | França                               | 1-4 | Itália |                                                           |
| 20:00               | 1-3 Antoine Le Berre LD 10ªF 13' 2ªP |     | 0-1 Giulio Cocco 9' 1ªP 0-2 Alessandro Verona 12' 2ªP 0-3 Francesco Compagno LD Azul 12' 2ªP 1-4 Francesco Compagno LD 10ªF 17' 2ªP | Árbitro: Joaquim Pinto (Portugal) e Raul Burgos (Espanha) |

### 3ª jornada: 26 de Março de 2016
| 26 de Março de 2016 | Portugal | 5-1 | França                           |                                                          |
| 17:30               | 1-0 Alexandre Marques "Xanoca" 9' 1ªP 2-0 Hélder Nunes GP Azul 11' 1ªP 3-1 Hélder Nunes LD 10ªF 9' 2ªP 4-1 Xavier Cardoso "Xavi" 15' 2ªP 5-1 Hélder Nunes 19'30" 2ªP |     | 2-1 Roberto Di Benedetto 18' 1ªP | Árbitro: Raul Burgos (Espanha) e Filippo Fronte (Itália) |

| 26 de Março de 2016 | Itália                                                   | 2-2 | Espanha                                            |                                                           |
| 20:00               | 1-1 Giulio Cocco 19'25" 1ªP 2-1 Alessandro Verona 7' 2ªP |     | 0-1 Marti Casas 7' 1ªP 2-2 Ignacio Alabart 17' 2ªP | Árbitro: Joaquim Pinto (Portugal) e Arnaud Esoli (França) |

| Vencedores Taça Latina 2016 |
| --------------------------- |
| PORTUGAL 14º Título         |